# Chromotruxalis
Chromotruxalis är ett släkte av insekter. Chromotruxalis ingår i familjen gräshoppor.
Kladogram enligt Catalogue of Life:
| Chromotruxalis | \| \| Chromotruxalis cockerelli \| \| \| \| \| \| Chromotruxalis crocea \| \| \| \| \| \| Chromotruxalis liberta \| \| \| \| |
|                | \| \| Chromotruxalis cockerelli \| \| \| \| \| \| Chromotruxalis crocea \| \| \| \| \| \| Chromotruxalis liberta \| \| \| \| |
|                | Chromotruxalis cockerelli |
|                | |
|                | Chromotruxalis crocea |
|                | |
|                | Chromotruxalis liberta |
|                | |